# Liodessus obscurellus
Liodessus obscurellus är en skalbaggsart som först beskrevs av Leconte 1852.  Liodessus obscurellus ingår i släktet Liodessus och familjen dykare. Inga underarter finns listade i Catalogue of Life.